# Morte di Sanda Dia
La morte di Sanda Dia è avvenuta il 7 dicembre 2018 ad Anversa, in Belgio, in seguito ad un controverso rituale d'iniziazione della fratellanza Reuzegom dell'Università Cattolica di Lovanio avvenuto nell'arco di due giorni tra Lovanio e Vorselaar.

## Antefatti
Sanda Dia era uno studente d'ingegneria belga di circa 20 anni iscritto presso l'Università Cattolica di Lovanio e originario di Edegem. Il padre di Dia, originario di Mauritius, è fuggito dal Senegal e si è stabilito in Belgio intorno al 1994.

## La morte
Dia, insieme ad altri due ragazzi, ha intrapreso un controverso rituale d'iniziazione per entrar a far parte della prestigiosa fratellanza Reuzegom dell'Università Cattolica di Lovanio. Il rituale, svoltosi nell'arco di più giorni, è iniziato col consumo di un grande quantitativo di bevande alcoliche (tra cui almeno un litro di gin) e porridge, dopodiché i tre sono stati sottoposti ad altre vessazioni, venendo utilizzati come orinatoi da altri membri della fratellanza e subendo il taglio dei capelli. Successivamente, il 5 dicembre 2018, i tre ragazzi sono stati portati nei pressi di uno chalet nel bosco a Vorselaar dove sono stati obbligati a svestirsi quasi completamente e a scavare una fossa in cui sarebbero dovuti rimanere seduti semi-nudi in acqua gelida. Il rituale è proseguito con l'ingestione di un misto di cibo per animali e salsa di pesce e poi con l'ingestione di un pesce rosso vivo da rigurgitare bevendo salsa di pesce. Dopodiché Dia è stato costretto a strappare a morsi la testa di un'anguilla e di alcuni topi.
In seguito a questi fatti Dia, che era in buona salute e non aveva alcuna patologia pregressa come stabilito dalla successiva autopsia, mostrò evidenti segni di malessere e perdita di conoscenza e fu quindi portato dagli altri membri della fratellanza ad un ospedale di Malle in un forte stato di ipotermia; dopo aver subìto un arresto cardiaco fu trasferito, vista la gravità della situazione, presso l'ospedale universitario di Anversa dove morì due giorni dopo per un edema cerebrale acuto causato da eccessiva iperniatriemia. Anche gli altri due "iniziati" sono stati poi portati in ospedale.

## Conseguenze
Lo staff dell'ospedale universitario di Anversa ha allertato le autorità all'arrivo di Dia presso l'ospedale ma nel frattempo i membri della fratellanza, con la complicità delle famiglie, hanno proceduto all'eliminazione delle prove, cancellando messaggi e video dai propri cellulari e ripulendo il luogo in cui era avvenuta l'iniziazione.
18 membri della fratellanza, che è stata sciolta pochi giorni dopo, sono stati processati e condannati nel 2023 per omicidio colposo, trattamento degradante e violazione delle leggi sulla protezione degli animali, ricevendo pene da 200 a 300 ore di servizi socialmente utili oltre che l'obbligo di pagare una multa da 400 euro ciascuno e i danni alla famiglia di Sanda Dia, sebbene la procura avesse richiesto pene fino a 50 mesi di detenzione; tutti quanti sono stati assolti dalle accuse di negligenza e di aver somministrato sostanze pericolose.
Dopo l'emanazione della sentenza lo youtuber belga Acid (pseudonimo di Nathan Vandergunst) ha pubblicato un video su YouTube elencando i nomi dei membri della fratellanza associabili con la morte di Dia, sostenendo che le pene comminategli fossero troppo lievi. Per questo fatto è stato processato per cyberstalking, venendo condannato il 22 febbraio 2024 ad una pena sospesa di tre mesi di detenzione e al pagamento di una multa di 800 euro oltre che di danni per 20000 euro alla famiglia di uno dei ragazzi menzionati nel video; il video è stato rimosso in pochi giorni da YouTube. Lo youtuber ha tuttavia raccolto tramite un crowdfunding oltre 125000 euro per il pagamento dei danni oltre che delle spese legali del processo e ha annunciato l'intenzione di ricorrere in appello.
La sua morte ha avuto un'eco piuttosto importante in Belgio e in altri paesi, aprendo dibattiti sia sulla possibile matrice razzista del decesso sia sui controversi rituali d'iniziazione delle fratellanze universitarie. Diverse proteste si sono registrate a Lovanio, Anversa, Bruxelles, Bruges e Gand oltre che presso le ambasciate belghe di Rotterdam e L'Aia nei Paesi Bassi. Il padre di Sanda, Ousmane Dia, ha pubblicato nel febbraio 2024 un libro intitolato Ze hebben mijn zoon vermoord, traducibile in "Hanno ucciso mio figlio".